# 王守規
王守规（?—?），真定府栾城（今河北省栾城县）人。北宋宦官。入内都都知王守忠弟。
宋仁宗明道年间，为小黄门。宫中夜半起火，他首先发现，从寝殿到后苑都击去其锁，侍奉宋仁宗和太后至延福宫，回看所经过的地方已成灰烬。因功入内殿头。选任他治理京师的水患，在公贾村开决汴河，在四里桥开决蔡河，水害遂停息。宋仁宗命加带御器械。官至宣庆使、康州防御使、内侍右班副都知，六十七岁卒。赠昭武军留后。

## 延伸阅读
[在维基数据编辑]
 《宋史·卷467》，出自脱脱《宋史》